# Oreopanax trollii
Oreopanax trollii är en araliaväxtart som beskrevs av Hermann Harms. Oreopanax trollii ingår i släktet Oreopanax och familjen Araliaceae. Inga underarter finns listade.